# Élections constituantes birmanes de 1990
Les élections générales birmanes de 1990 se sont tenues le 27 mai 1990, les premières élections multipartites depuis 1960, après que le pays soit dirigé par une dictature militaire de 1962 à la date des élections. Le scrutin n'est pas organisé pour former un gouvernement parlementaire, mais pour créer une assemblée constituante à l'origine d'une nouvelle constitution.
Avec un taux de participation de 72,6 %, ces élections sont remportées par la Ligue nationale pour la démocratie (LND), parti mené par Aung San Suu Kyi, avec 392 des 492 sièges mis en jeu lors du scrutin. Cependant, la junte militaire refuse de reconnaître les résultats et décident de diriger le pays à travers le Conseil d'État pour la restauration de la Loi et de l'Ordre, en place jusqu'en 2011.